# 핑둥 공항
핑둥 공항(중국어 정체자: 屏東航空站, 영어: Pingtung Airport)은 중화민국 핑둥 현 핑둥 시에 위치하는 공항이다.

## 역사
핑둥 공항은 1920년에 설치되었고 1927년에 비행 제 8연대가 놓인 일본군의 항공 기지였다.

## 같이 보기
- 대만의 교통
- 대만의 공항 목록